# Alfredo Martini
Alfredo Martini, född den 18 februari 1921 i Sesto Fiorentino, i provinsen Florens, regionen Toscana, död den 25 augusti 2014 på samma plats, var en italiensk professionell landsvägscyklist från 1941 till 1957.
Efter karriären var Martini sportdirektör för Ferretti 1969-1972 (och därmed för svenske Gösta "Fåglum" Pettersson när denne vann Giro d'Italia 1971) och Sammontana 1973-1974, innan han blev förbundskapten för det italienska landslaget i landsvägscykling, en post han innehade från 1975 till 1997 och under denna tid vann Italien sex världsmästartitlar (genom Francesco Moser 1977, Giuseppe Saronni 1982, Moreno Argentin 1986, Maurizio Fondriest 1988, samt Gianni Bugno 1991 och 1992).
Martini tilldelades Italienska republikens förtjänstorden 1991 och utsågs till hederspresident i Federazione Ciclistica Italiana 1998. Efter hans död fick Giro della Toscana tillägget "Memorial Alfredo Martini" och vid 100-årsjubileet av hans födelse 2021 startades loppet Per sempre Alfredo till hans minne.

## Meriter
1942
8:a i Giro del Veneto
10:a i Giro dell'Emilia
1943
10:a i Giro dell'Emilia
1945
8:a i Giro di Campania
1946
6:a i Giro di Romagna
9:a i Giro d'Italia
1947
Vinnare av Giro dell'Appennino
2:a i Milano-Modena
3:a i Milano-Mantova
3:a i Giro dell'Emilia
3:a i Giro di Toscana
6:a i Giro d'Italia
8:a i Giro del Veneto
1948
3:a i Gran Premio Industria e Commercio di Prato
4:a i Lombardiet runt
5:a i Tre Valli Varesine
7:a totalt i Tour de Suisse
9:a i Giro di Romagna
10:a totalt i Giro d'Italia
1949
5:a i Giro del Veneto
6:a totalt i Giro d'Italia
1950
Vinnare av etapp 2 i Giro d'Italia
Vinnare av Giro del Piemonte
2:a i Coppa Bernocchi
2:a i Gran Premio Industria e Commercio di Prato
2:a i linjelopp vid Italienska mästerskapen
2:a i Tre Valli Varesine
3:a totalt i Giro d'Italia
3:a i Milano-Modena
1951
Vinnare av etapp 1 i Tour de Suisse
3:a totalt
2:a i Coppa Bernocchi
2:a i Paris-Tours
3:a i Milano-Torino
3:a i Trofeo Baracchi (med Loretto Petrucci)
7:a i Giro del Veneto
1952
2:a i Tre Valli Varesine
6:a i Giro dell'Appennino
9:a i Giro della Provincia di reggio Calabria
1953
4:a i Coppa Bernocchi
5:a i Giro dell'Emilia
6:a i Giro del Veneto
7:a i Tre Valli Varesine
8:a i Giro di Toscana
1954
2:a i Giro del Piemonte
6:a i Tour de Romandie
6:a i Giro del Lazio
10:a i Flandern runt
10:a i Giro dell'Appennino
1955
Vinnare av etapp 12 (TTT) i Vuelta a España
8:a i Giro di Romagna
1956
7:a i Giro dell'Emilia
9:a i Giro di Toscana